# Richfield (Minnesota)
Richfield es una ciudad situada en el condado de Hennepin, Minnesota, Estados Unidos. Tiene una población estimada, a mediados de 2023, de 36 445 habitantes.
Está ubicada en el área metropolitana de Minneapolis, al norte de la ciudad de Bloomington e inmediatamente al oeste del Aeropuerto MSP.
Fundada en 1908, su nombre proviene de la fértil tierra agrícola que ocupaba el área.

## Geografía
La localidad está ubicada en las coordenadas 44°52′28″N 93°16′57″O / 44.87444, -93.28250. Según la Oficina del Censo, tiene una superficie total de 17.90 km², de los cuales 17.55 km² corresponden a tierra firme y 0.35 km² están cubiertos de agua.

## Demografía
Según el censo de 2020, en ese momento la ciudad tenía una población de 36 994 habitantes. La densidad de población era de 2017.92 hab./km².
| Raza                   | Núm.   | Porc.  |
| ---------------------- | ------ | ------ |
| Blancos                | 22 575 | 61.0%  |
| Afroamericanos         | 3638   | 9.8%   |
| Asiáticos              | 2460   | 6.6%   |
| Amerindios             | 503    | 1.4%   |
| Isleños del Pacífico   | 20     | 0.1%   |
| De otras razas         | 4429   | 12.0%  |
| De una mezcla de razas | 3369   | 9.1%   |
| Total                  | 36 994 | 100.0% |

Del total de la población, el 18.4% eran hispanos o latinos de cualquier raza.